# Kloster Morimond
Kloster Morimond (auch Morimund; lat. Abbatia Morimundus) gelegen im heutigen Parnoy-en-Bassigny im Département Haute-Marne in der Region Grand Est in Frankreich war eine der vier Primarabteien des Zisterzienserordens.

## Gründung
Die Abtei wurde im Jahr 1115 von Stephan Harding (1059–1134), dem dritten Abt des Klosters Cîteaux, gegründet und war neben Kloster La Ferté im Süden, Kloster Pontigny im Westen und Kloster Clairvaux im Norden eines der nach zisterziensischer Tradition gegründeten vier Töchterklöster im Umfeld von 100 km um Citeaux. Der Filiation von Morimond werden 261 Klöster zugerechnet (ohne die Niederlassungen der Ritterorden von Calatrava, Alcantara usw.). Davon sind 29 unmittelbare Tochterklöster von Morimond.

## Geschichte
Im Bistum Langres gelegen wurde Morimond von Odelric d’Aigremont und seiner Frau Adeline de Choiseul  (etwa 1075, nach 1126 n. Chr.) gefördert. Erster Abt und eine der Säulen der Zisterzienser war neun Jahre lang der Deutsche Arnold († 1126). Allein 44 deutsche und über 700 anderweitige Klostergründungen der Zisterzienser gingen zwischen 1123 (Kloster Kamp) und 1305 (Kloster Stolpe), von Morimond und Clairvaux aus. Unter diesen frühen Gründungen ragt das Kloster Maulbronn (1147 n. Chr.) in Baden-Württemberg heraus, als besterhaltene mittelalterliche Klosteranlage nördlich der Alpen und als Weltkulturerbe. 
Die dreischiffige kreuzförmige Klosterkirche mit gerade geschlossenem Chor, dessen Seiten alle mit Kapellen besetzt und durch einen Umgang verbunden sind, wurde nach der Bauvorschrift der Zisterzienser schlicht und streng, ohne Türme und künstlerischen Schmuck gestaltet. Während der Religionskriege, im Jahr 1572 und 1636 im Dreißigjährigen Krieg, wurde Morimond zerstört und 1791 aufgegeben. Nur die Kirche blieb erhalten, verfiel im 19. Jahrhundert aber zur Ruine. Ein Fragment des nördlichen Seitenschiffs der mittelalterlichen Abtei steht noch, auch das Eingangsportal des 18. Jahrhunderts findet sich neben Pavillons, Arkaden und der Bibliothek.
Der Name „Morimond“, von „mori mundo“, lässt sich übersetzen als: „Stirb der Welt“. Dem irdischen Dasein entsagte derjenige, der am Beginn des 12. Jahrhunderts in diese Zisterzienserabtei in der Champagne eintrat. Einer der berühmten Männer aus Morimond war Otto von Freising, der Sohn des Markgrafen von Österreich Leopold III. und seiner Gattin Agnes, Tochter von Kaiser Heinrich IV. Er studierte in Paris und trat dann in das Zisterzienserkloster ein, dessen Abt er wurde. Auch Papst Benedikt XII. (Amtszeit 1334–1342), der dritte der Avignoner Päpste, begann seine Laufbahn als Mönch in Morimond.

## Filialklöster

### Unmittelbare Tochterklöster in Frankreich
- Kloster Bellevaux
- Kloster La Crête
- Kloster Beaupré
- Kloster Theuley
- Kloster Clairefontaine
- Kloster Bithaine
- Kloster Villers-Bettnach
- Kloster Bonnefont
- Kloster Aiguebelle
- Kloster L’Escaladieu
- Kloster Berdoues
- Kloster Franquevaux
- Kloster Silvacane
- Kloster Belleau
- Kloster Freistroff

### Unmittelbare Tochterklöster in Italien
- Kloster Morimondo

### Unmittelbare Tochterklöster auf den britischen Inseln
- Dore Abbey
- Macosquin Abbey

### Unmittelbare Tochterklöster in Deutschland
- Kloster Kamp
- Kloster Ebrach
- Kloster Altenberg
- Kloster Georgenthal

### Unmittelbare Tochterklöster in Österreich
- Stift Heiligenkreuz

### Unmittelbare Tochterklöster in Spanien
- Kloster San Pedro de Gumiel

### Unmittelbare Tochterklöster in Polen
- Kloster Jędrzejów
- Kloster Sulejów
- Kloster Wąchock
- Kloster Koprzywnica

### Unmittelbare Tochterklöster in der Levante
- Kloster Balamand (Libanon)
- Kloster Salvatio (Israel)